# Ніколас Сачвелл
Ніколас Сачвелл (фар. Nicholas Satchwell; 23 липня 1991) — фарерський гандболіст. Виступає за гандбольний клуб Neistin та національну збірну Фарерських островів.